# Борово (Албанија)
Борово (алб. Borovë) је насељено место у општини Либражд у округу Елбасан, Албанија. Према попису из 1989. године било је 665 становника.
Према бугарском географу и историчару, Василу Канчову, у Борову је 1900. године живело 280 Словена хришћана. Српски етнограф Миленко Филиповић, 1940 године наводи да је у Борову било око 100 кућа Албанаца муслимана, који нису говорили чистим албанским језиком већ су га мешали са локалним словенским говором, као последица албанизације мештана Борова.